# 山姥

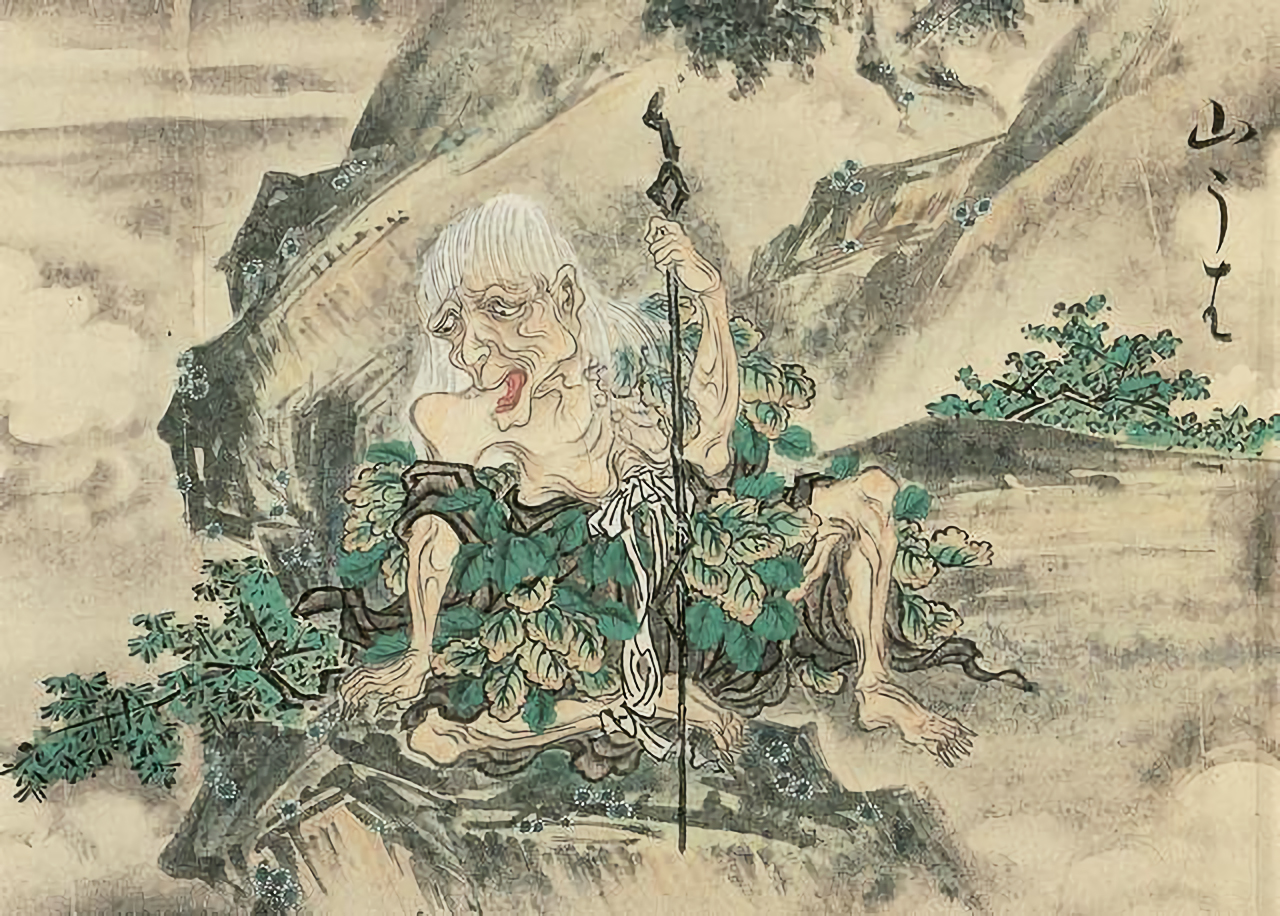
佐脇嵩之『百怪図巻』より「山うは」

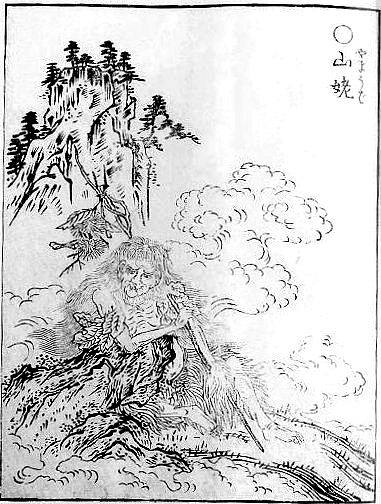
鳥山石燕『画図百鬼夜行』より「山姥」

山姥（やまうば、やまんば）は、奥山に棲む老女の怪。 日本の妖怪で、山に住み、人を食らうと考えられている。
山の中で道に迷った旅人に宿を提供し、最初は優しい婦人の姿で食事を与えるなどするが、旅人が夜に寝たところで食い殺すと伝えられる。グリム童話に出てくる森の奥に住んでいる魔女のように、飢餓で口減らしのために山に捨てられた老婆などの伝承が姿を変えたもの、姥捨て伝説の副産物と解釈する説もあり、直接、西欧の魔女に当たるものという説もある。

## 山姥の説話
「山母」、「山姫」、「山女郎」とも呼ばれ、宮崎県西諸県郡真幸町（現えびの市）の「ヤマヒメ」は、洗い髪の姿で、美声で歌うという。岡山県の深山に棲む「ヤマヒメ」は、20歳ほどの女性で、眉目秀麗で珍しい色の小袖に黒髪、出会った猟師が鉄砲で撃ったが、弾を手でつかんで微笑んだと伝えられる。東海道や四国、九州南部の山地には、山姥とともに山爺（やまじじい）がいる、山姥と山童が一緒にいると伝え、山姥を「山母」、山爺を「山父」と呼ぶこともある。静岡県磐田郡の某家に来て休んだ「ヤマババ」は、木の皮を綴ったものを身にまとった柔和な女で、釜を借りて米を炊いたが、2合で釜が一杯になったという。特に変わったところもなかったが、縁側に腰掛けたときに床がミリミリと鳴ったという。八丈島でいう「テッジ」（テッチとも）は、神隠をしたり、一晩中、あらぬところを歩かせたりするが、親しくなると秣（牛馬の餌にする草）を運んでくれたりする。行方不明の子供を3日も養ってくれたこともある。体に瘡が出、乳をたすきのように両肩に掛けるという。香川県では川にいる山姥を「川女郎（かわじょろう）」といい、大水で堤が切れそうになると「家が流れるわ」と泣き声のような声をあげるという。静岡県周智郡春野町（現・浜松市）熊切には「ホッチョバア」という山姥が伝わり、夕方に山道に現れるほか、山から祭りや祝い事の音が聞こえてくる怪異はこの山姥の仕業とされた。長野県東筑摩郡には「ウバ」という、髪が長い一つ目の妖怪が伝わり、その名前から山姥の一種とも考えられている。
説話では、山姥に襲われるのは牛方や馬方、桶屋、小間物屋などの旅職人や行商人であり、山道を歩き、山人との接触の多い彼らが、この話の伝搬者であったものと考えられる。
山姥の性質は二面的である。牛に魚を積んで運ぶ男が、峠で山姥に遭遇し、追いかけられる『牛方山姥』や『食わず女房』、山姥に追いかけられた兄弟が天から現われた鎖を上って逃げ、それを追って鎖を上って来た山姥が蕎麦畑に落ちて死ぬ『天道さんの金の鎖』などでは、山姥は人を取って食うとする恐ろしい化け物である。一方、木の実拾いに出かけた姉妹が出会う『糠福米福（ぬかふくこめふく）（米福粟福）』の山姥は、継母にいじめられる心優しい姉には宝を、意地の悪い本子である妹には不幸をもたらし、『姥皮』では、人間に福を授ける存在として山姥が登場する。高知県では、山姥が家に取り憑くとその家が急速に富むという伝承があり、なかには山姥を守護神として祀る家もある。
信州佐久では、山姥が、川久保地区の城山の岩と、一の淵の流岩山をまたいで大便をした際のかかとの窪みが今もある。畑中付近の1丈（約3m）の巨岩は山姥の大便だという。

## 山姥の正体
このような両義性を持った山姥の原型は、山間を生活の場とする人たちであるとも、山の神に仕える巫女が妖怪化していったものとも考えられている。土地によっては「山姥の洗濯日」と呼ぶ、水を使ってはいけないとか、洗濯をしてはいけないとする日があり、例えば北九州地方では、「山姥の洗濯日」は暮れの13日または20日とされ、この日は必ず雨が降るため洗濯をしないという風習が残っている。これはおそらく、雨を司る山神の巫女の禊の日であったものの名残りである。
また『遠野物語』には、狂人、山の神に娶られる者、あるいは山人に攫われる者といった、山隠れする女が山姥になったという話が伝えられており、出産のために女性が入山する習俗や、村落の祭にあたって選ばれた女性が山にこもるという、山岳信仰の習俗の名残りも認められる。
上述のように、山姥は人を食う恐ろしい鬼女の性格の背理として、柔和で母性的な一面も伝えられ、足柄山の金太郎を始め、多くの神童、若子の母でもあった。
長野県飯田市上村程野の伝説では、猟に出た山神の兄弟がお産に苦しむ山姥に出会うが、長兄オホヤマツミノミコトがこれを助け、７万8000の子を産み、彼に猟運を授けた。
山の中で出産に苦しむ山神や山姥、女に出会い、それを助けた人間が福をもたらされるという伝承は全国各地にいろいろな形で伝えられるが、同様に、女神たる山神も、多産、また難産であることが知られている。
長野県飯田市上村下栗では、一度に75人の子を産むという山神や、徳島県では一度男の肌に触れただけで8万近くの子を妊娠した山神などがいる。宮崎県の1,200人の子を出産する山の女神また徳島や高知の昔話によると、山神の妻になった乙姫は一度に404人あるいは9万9000もの子を産んだと伝えられている。このように、非常に妊娠しやすいという特徴、異常な多産と難産であるという資質は、元来、山の神の性格であり、山姥が、山岳信仰における神霊にその起源を持つことを示している。
山姥の産霊神的な特質を挙げるものとして、山姥の惨死した死体からは、様々なものが発生するという話がある。例えば『牛方山姥』では、殺された山姥の死体が、薬、金などの貴重なものとなって牛方を金持ちにしており、また山姥の大便や乳が、錦や糸などの貴重な宝物や、不思議な力を持つ品になったという話もある。『古事記』に登場するオホゲツヒメは、鼻、口、尻から食物を出し、自らの死体から蚕や稲、粟など作物を生じさせ、イザナミも火の神を産んだために死ぬが、死の前に排泄物から金鉱の神、粘土の神、水の神、食物の親神を産んでいる。
しかしながら、イザナミの境遇にも明らかなように、母性を持った産霊神的な性格を持つ霊は、冷遇される傾向にある。古来神話は色々な勢力の伝承神話を融合したものであり、反発しあう勢力の神が1つの神話にまとめられると、敵対する勢力の神を部分的ではあるがあまり良くは伝えようとしないが、これは古事記にもすでに見られる現象である。
『三枚の御札』は、小僧が山姥に追いかけられ、山姥に向かって投げた御札が川や山などの障害物を出すという話だが、この構造はイザナギが黄泉の国でイザナミの姿を見てしまい、追いかけられて逃げ帰るという神話をベースにしており、地母神の劣化が山姥という妖怪の本源と考えてよい。
イザナミは難産死をしてしまい、それが出雲と伯耆の国境の比婆山に葬られたと古事記には記されているが、この「比婆山」が山姥の語源という指摘がある。産鉄の神、金屋子神もこういった女神を冷遇するような話が一部にあり、美形の顔立ちではないことから女性を嫌い、たたら場（古代製鉄場）を女人禁制としたとある。「山の神」という既婚女性の別称も、このような説話の名残であると考えられる。
また、謡曲『安達原』の「黒塚」、諏訪千本松原の「舌長姥」なども山姥の一種である。

## 金太郎の母

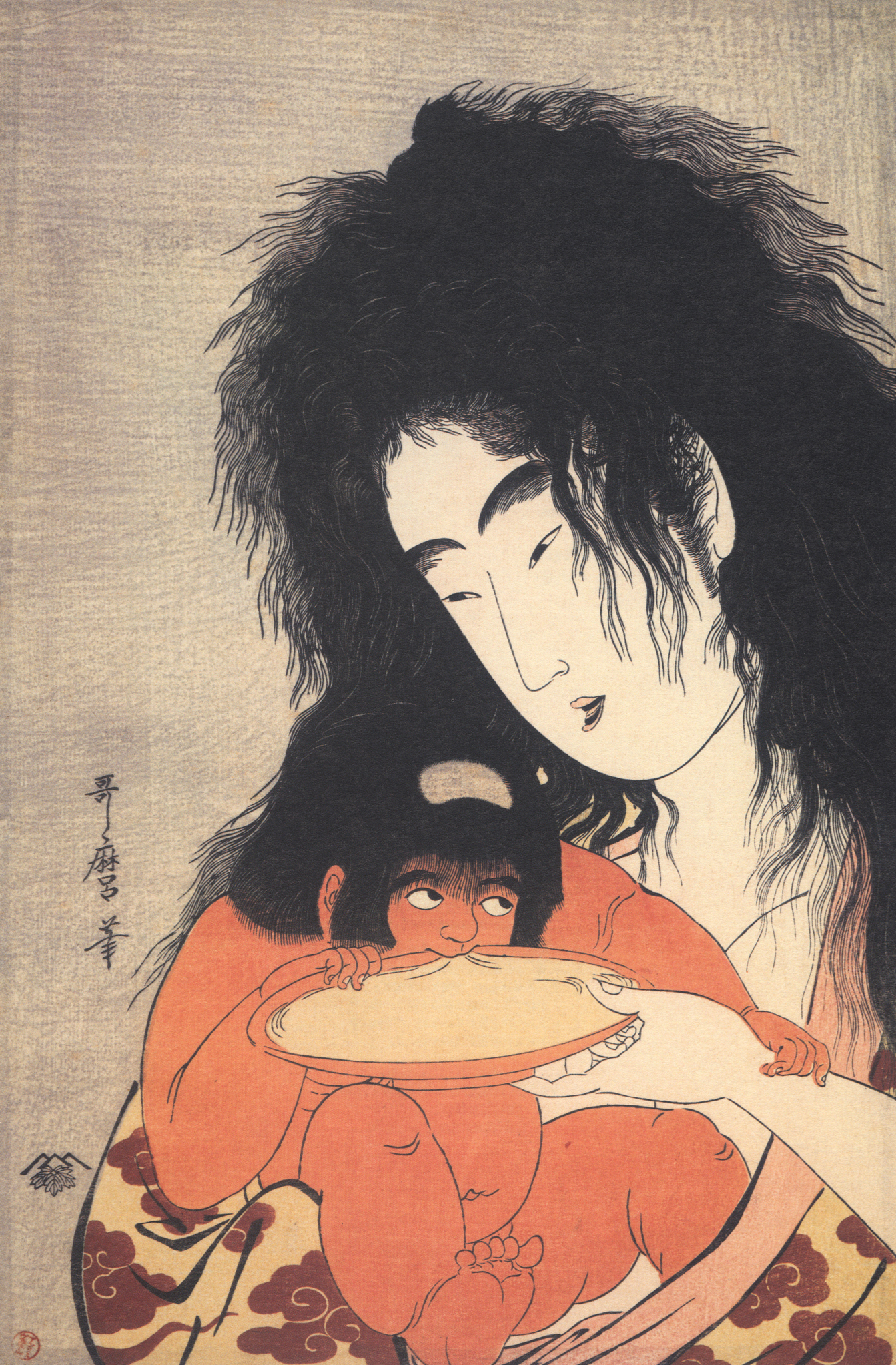
喜多川歌麿による山姥と金太郎

山姥の伝承として有名なものに、足柄山の金太郎の母がいる。金太郎は、名を坂田金時といい、源頼光の四天王の一人となった人物である。『今昔物語集』では、976年、源頼光が上総国から上京したとき、足柄山にさしかかったところで、向かいの山の険しい場所に赤い雲気を見つけ、人傑が隠居しているものと、渡辺綱を遣わした。赤い雲気のたちこめていた場所には、老婆と20歳ほどの童形の若者が茅屋に住んでおり、尋ねたところによれば、老婆はある日、夢の中に現れた赤い竜と通じ、産まれた子がこの公時なのだと説いた。頼光は彼を常人ではないと感じ、坂田金時と名付けて家臣としたといわれている。

## 作品
山姥にまつわる作品。
- 曲舞『山姥』（現存せず）
- 謡曲『山姥』- 世阿弥作、都で山姥を題材にした曲舞を舞うことで知られる「百ま山姥」という遊女が、善光寺詣での途中、山中で日が暮れた時に女に宿を貸してもらうが、その女は山姥の正体を現して自らの境涯を語り、山巡りの舞を見せ消える。
- 金平浄瑠璃（足柄山の金太郎伝説が元になったもの）
- 義太夫『嫗山姥（こもちやまんば）』（金太郎伝説と謡曲『山姥』が元になっている）
  - 義太夫『道行山廻旭の粧』
- 地唄常磐津清元富本荻江『山姥』
- 長唄『四季の山姥』